# Big Bash League 2016/17
Die Big Bash League 2016/17 war die sechste Saison dieser australischen Twenty20-Cricket-Meisterschaft. Das Turnier fand vom 20. Dezember 2016 bis zum 28. Januar 2017 statt und im Finale konnten sich die Perth Scorchers gegen die Sydney Sixers mit 9 Wickets durchsetzen.

## Franchises
Seit der Gründung der Liga nehmen acht Franchises an dem Turnier teil.
| Franchise           | Farbe          | Stadt     | Heimstadion               |
| ------------------- | -------------- | --------- | ------------------------- |
| Adelaide Strikers   | Blau           | Adelaide  | Adelaide Oval             |
| Brisbane Heat       | Türkis         | Brisbane  | The Gabba                 |
| Hobart Hurricanes   | Lila           | Hobart    | Bellerive Oval            |
| Melbourne Renegades | Rot            | Melbourne | Etihad Stadium            |
| Melbourne Stars     | Grün           | Melbourne | Melbourne Cricket Ground  |
| Perth Scorchers     | Orange         | Perth     | WACA Ground               |
| Sydney Sixers       | Pink           | Sydney    | Sydney Cricket Ground     |
| Sydney Thunder      | Electric Green | Sydney    | Sydney Showground Stadium |

## Format
Die acht Franchises spielen in einer Gruppe gegen jedes andere Team jeweils ein Mal sowie gegen ein weiteres Team ein weiteres Mal. Die ersten vier dieser Gruppe qualifizieren sich für die Playoffs, in denen im Halbfinale und Finale der Sieger ermittelt wird.

## Gruppenphase
Tabelle
| Teams               | Sp. | S | N | NR | P  | RR     |
| ------------------- | --- | - | - | -- | -- | ------ |
| Perth Scorchers     | 8   | 5 | 3 | 0  | 10 | +0.618 |
| Brisbane Heat       | 8   | 5 | 3 | 0  | 10 | +0.516 |
| Sydney Sixers       | 8   | 5 | 3 | 0  | 10 | −0.848 |
| Melbourne Stars     | 8   | 4 | 4 | 0  | 8  | +0.397 |
| Melbourne Renegades | 8   | 4 | 4 | 0  | 8  | +0.042 |
| Adelaide Strikers   | 8   | 3 | 5 | 0  | 6  | +0.334 |
| Hobart Hurricanes   | 8   | 3 | 5 | 0  | 6  | −0.530 |
| Sydney Thunder      | 8   | 3 | 5 | 0  | 6  | −0.600 |

Spiele
| 20. Dezember Scorecard | Sydney | Sydney Thunder 159-8 (20)           | – | Sydney Sixers 160-1 (18) |
|                        |        | Sydney Sixers gewinnt mit 9 Wickets |   |                          |

| 21. Dezember Scorecard | Adelaide | Brisbane Heat 206-5 (20)          | – | Adelaide Strikers 196-6 (20) |
|                        |          | Brisbane Heat gewinnt mit 10 Runs |   |                              |

| 22. Dezember Scorecard | Melbourne | Melbourne Renegades 179-7 (20)          | – | Sydney Thunder 130 (19.1) |
|                        |           | Melbourne Renegades gewinnt mit 49 Runs |   |                           |

| 23. Dezember Scorecard | Sydney | Hobart Hurricanes 200-6 (20)          | – | Sydney Sixers 140 (16.2) |
|                        |        | Hobart Hurricanes gewinnt mit 60 Runs |   |                          |

| 23. Dezember Scorecard | Perth | Perth Scorchers 197-7 (20)          | – | Adelaide Strikers 149-9 (20) |
|                        |       | Perth Scorchers gewinnt mit 48 Runs |   |                              |

| 26. Dezember Scorecard | Hobart | Hobart Hurricanes 188-4 (20)          | – | Melbourne Stars 191-3 (17.4) |
|                        |        | Melbourne Stars gewinnt mit 7 Wickets |   |                              |

| 27. Dezember Scorecard | Sydney | Perth Scorchers 130-8 (20)          | – | Sydney Sixers 132-4 (18) |
|                        |        | Sydney Sixers gewinnt mit 6 Wickets |   |                          |

| 28. Dezember Scorecard | Sydney | Sydney Thunder 157-7 (20)           | – | Brisbane Heat 160-7 (19.4) |
|                        |        | Brisbane Heat gewinnt mit 3 Wickets |   |                            |

| 29. Dezember Scorecard | Melbourne | Melbourne Renegades 148-8 (20)        | – | Perth Scorchers 152-6 (20) |
|                        |           | Perth Scorchers gewinnt mit 4 Wickets |   |                            |

| 30. Dezember Scorecard | Brisbane | Hobart Hurricanes 173-9 (20)        | – | Brisbane Heat 174-3 (16.2) |
|                        |          | Brisbane Heat gewinnt mit 7 Wickets |   |                            |

| 31. Dezember Scorecard | Adelaide | Adelaide Strikers 152-9 (20)          | – | Sydney Sixers 104 (18.2) |
|                        |          | Adelaide Strikers gewinnt mit 48 Runs |   |                          |

| 1. Januar Scorecard | Melbourne | Melbourne Renegades 171-4 (20)                      | – | Melbourne Stars 151-9 (18/18) |
|                     |           | Melbourne Renegades gewinnt mit 7 Runs (D/L method) |   |                               |

| 1. Januar Scorecard | Perth | Perth Scorchers 177-4 (20)          | – | Sydney Thunder 127-8 (20) |
|                     |       | Perth Scorchers gewinnt mit 50 Runs |   |                           |

| 2. Januar Scorecard | Hobart | Adelaide Strikers 143 (20)              | – | Hobart Hurricanes 144-2 (17.4) |
|                     |        | Hobart Hurricanes gewinnt mit 8 Wickets |   |                                |

| 3. Januar Scorecard | Brisbane | Brisbane Heat 186-6 (20)            | – | Sydney Sixers 191-7 (19.4) |
|                     |          | Sydney Sixers gewinnt mit 3 Wickets |   |                            |

| 4. Januar Scorecard | Sydney | Melbourne Stars 166-8 (20)           | – | Sydney Thunder 168-4 (20) |
|                     |        | Sydney Thunder gewinnt mit 6 Wickets |   |                           |

| 5. Januar Scorecard | Perth | Perth Scorchers 173-6 (20)          | – | Brisbane Heat 174-1 (14.4) |
|                     |       | Brisbane Heat gewinnt mit 9 Wickets |   |                            |

| 6. Januar Scorecard | Adelaide | Hobart Hurricanes 161-8 (20)            | – | Adelaide Strikers 164-5 (18.2) |
|                     |          | Adelaide Strikers gewinnt mit 5 Wickets |   |                                |

| 7. Januar Scorecard | Melbourne | Melbourne Stars 200-7 (20)          | – | Melbourne Renegades 154-9 (20) |
|                     |           | Melbourne Stars gewinnt mit 46 Runs |   |                                |

| 8. Januar Scorecard | Hobart | Hobart Hurricanes 161-8 (20)         | – | Sydney Thunder 162-4 (16.5) |
|                     |        | Sydney Thunder gewinnt mit 6 Wickets |   |                             |

| 9. Januar Scorecard | Sydney | Melbourne Renegades 170-6 (20)      | – | Sydney Sixers 171-4 (19.3) |
|                     |        | Sydney Sixers gewinnt mit 6 Wickets |   |                            |

| 10. Januar Scorecard | Melbourne | Adelaide Strikers 152-8 (20)          | – | Melbourne Stars 153-8 (19.3) |
|                      |           | Melbourne Stars gewinnt mit 2 Wickets |   |                              |

| 11. Januar Scorecard | Brisbane | Perth Scorchers 156-5 (20)          | – | Brisbane Heat 129 (19.2) |
|                      |          | Perth Scorchers gewinnt mit 27 Runs |   |                          |

| 12. Januar Scorecard | Melbourne | Melbourne Renegades 222-4 (20)          | – | Hobart Hurricanes 223-8 (20) |
|                      |           | Hobart Hurricanes gewinnt mit 2 Wickets |   |                              |

| 14. Januar Scorecard | Sydney | Sydney Sixers 99-9 (20)              | – | Sydney Thunder 100-2 (10) |
|                      |        | Sydney Thunder gewinnt mit 8 Wickets |   |                           |

| 14. Januar Scorecard | Perth | Perth Scorchers 134-7 (20)            | – | Melbourne Stars 137-3 (17.2) |
|                      |       | Melbourne Stars gewinnt mit 7 Wickets |   |                              |

| 16. Januar Scorecard | Adelaide | Melbourne Renegades 171-9 (20)         | – | Adelaide Strikers 165-8 (20) |
|                      |          | Melbourne Renegades gewinnt mit 6 Runs |   |                              |

| 17. Januar Scorecard | Melbourne | Melbourne Stars 138-7 (20)          | – | Brisbane Heat 139-3 (18.1) |
|                      |           | Brisbane Heat gewinnt mit 7 Wickets |   |                            |

| 18. Januar Scorecard | Sydney | Adelaide Strikers 178-5 (20)          | – | Sydney Thunder 101 (15.3) |
|                      |        | Adelaide Strikers gewinnt mit 77 Runs |   |                           |

| 20. Januar Scorecard | Brisbane | Melbourne Renegades 199-5 (20)        | – | Brisbane Heat 198 (19.5) |
|                      |          | Melbourne Renegades gewinnt mit 1 Run |   |                          |

| 21. Januar Scorecard | Hobart | Hobart Hurricanes 134-6 (20)          | – | Perth Scorchers 135-3 (13.5) |
|                      |        | Perth Scorchers gewinnt mit 7 Wickets |   |                              |

| 21. Januar Scorecard | Melbourne | Melbourne Stars 156-8 (20)          | – | Sydney Sixers 160-7 (19) |
|                      |           | Sydney Sixers gewinnt mit 3 Wickets |   |                          |

## Endspiele

### Halbfinale
| 24. Januar Scorecard | Perth | Melbourne Stars 136-8 (20)            | – | Perth Scorchers 139-3 (16.5) |
|                      |       | Perth Scorchers gewinnt mit 7 Wickets |   |                              |

| 25. Januar Scorecard | Brisbane | Brisbane Heat 167-9 (20) / 15-0 (1) | – | Sydney Sixers 167-8 (20) / 22-0 (1) |
|                      |          | Sydney Sixers gewinnt im Super Over |   |                                     |

### Finale
| 28. Januar Scorecard | Perth | Sydney Sixers 141-9 (20)              | – | Perth Scorchers 144-1 (15.5) |
|                      |       | Perth Scorchers gewinnt mit 9 Wickets |   |                              |